# 28524 Ebright
28524 Ebright è un asteroide della fascia principale. Scoperto nel 2000, presenta un'orbita caratterizzata da un semiasse maggiore pari a 2,3575424 UA e da un'eccentricità di 0,1874725, inclinata di 2,69413° rispetto all'eclittica.